# Åreälven
Åreälven este o arie protejată (arie specială de conservare — SAC, sit de importanță comunitară — SCI) din Suedia întinsă pe o suprafață de 12.408,84 ha, integral pe uscat.

## Localizare
Centrul sitului Åreälven este situat la coordonatele 63°24′18″N 12°34′11″E / 63.404945°N 12.569718°E.

## Înființare
Situl Åreälven a fost declarat sit de importanță comunitară în mai 2000 pentru a proteja 1 specie de animale. Situl a fost protejat și ca arie specială de conservare în decembrie 2009.

## Biodiversitate
Situată în ecoregiunile alpină și boreală, aria protejată conține 4 habitate naturale: Cursuri de apă de la nivel de câmpie la nivel montan, cu vegetație Ranunculion fluitantis și Callitricho-Batrachion, Ape stătătoare oligotrofe până la mezotrofe, cu vegetație de Littorelletea uniflorae și/sau de Isoëto-Nanojuncetea, Râuri de munte și vegetația erbacee de pe malurile acestora, Râuri naturale fino-scandinave.
La baza desemnării sitului se află o specie protejată de  mamifere: vidră de râu (Lutra lutra).